# Luigi De Agostini
Luigi De Agostini (Údine, 7 de abril de 1961) é um ex-futebolista italiano, que representou a Itália na Euro 1988 e na Copa do Mundo de 1990.

## Biografia
Sua carreira profissional começou no clube de sua cidade natal, Udinese, onde pouco jogou, o que o fez se transferir para o Trento, clube da Série C1, por uma temporada. Ele voltou para a Serie A na temporada seguinte, porém pelo U.S. Catanzaro antes de voltar para a Udinese, E se transferindo para a poderosa Juventus
Depois disso, Luigi ficou na Inter de Milão durante uma temporada e se transferiu para a Reggiana para encerrar a carreira.

## Seleção
Ruggiero Rizzitelli integrou a Seleção Italiana de Futebol na Eurocopa de 1988.
Durante os cinco anos em que esteve na Juventus, ele disputou sua primeira partida pela Seleção Italiana (um empate de 0-0 contra a Noruega em 28 de Maio de 1987), venceu a Copa da Itália e a Copa da UEFA, participou da Euro 1988 (marcando contra a Dinamarca) e da Copa do Mundo de 1990 na Itália.
Sua passagem pela Juventus também incluiu seu último jogo pela Seleção Italiana em 25 de Setembro de 1991, em uma derrota de 2-1 para a Bulgária.

## Títulos
Juventus
- Copa da UEFA: 1989–90
- Coppa Italia: 1989–90

Udinese
- Mitropa Cup: 1979–80
- Serie B: 1978–79